# Jessica Rose-Clark
Jessica-Rose Clark (Cairns, 28 de novembro de 1987) é uma lutadora de artes marciais mistas australiana, que atualmente compete na categoria peso-mosca-feminino do Ultimate Fighting Championship (UFC).

## Carreira no MMA

### Início de carreira
Rose-Clark fez sua estreia profissional no MMA em dezembro de 2012, na Austrália, seu país natal. Ela lutou seis vezes nos próximos dois anos em várias promoções regionais, acumulando um cartel de 5 vitórias e 1 derrota.

### Invicta FC
Depois de ter se retirado do MMA por cerca de um ano, Rose-Clark estreou no Invicta FC, em julho de 2015. Ela enfrentou Pannie Kianzad, no Invicta FC 13: Cyborg vs. Van Duin, e perdeu o combate por decisão unânime.
Rose-Clark voltou à promoção em novembro de 2016, para enfrentar Pam Sorenson, no Invicta FC 20: Evinger vs. Kunitskaya. Ela perdeu a luta por decisão dividida.
Rose-Clark enfrentaria Vanessa Porto, no Invicta FC 26, em dezembro de 2017. No entanto, ela foi removida do card para fazer uma substituição no UFC.

### Ultimate Fighting Championship
Rose-Clark enfrentou Bec Rawlings, no peso-mosca, substituindo Joanne Calderwood, no UFC Fight Night: Werdum vs. Tybura, em 19 de novembro de 2017. Nas pesagens, Rose-Clark bateu 128 libras (58,1 kg), 2 libras (0,9 kg) acima do limite do peso-mosca, de 126 libras (57,2 kg). A luta prosseguiu em peso-casado, e Rose-Clark cedeu 20% de sua bolsa para Rawlings. Rose-Clark ganhou a luta por decisão dividida.
Rose-Clark enfrentou Paige VanZant, em 14 de janeiro de 2018, no UFC Fight Night 124., onde venceu por decisão unânime.

## Cartel no MMA
| Cartel no MMA   |             |            |
| 20 lutas        | 11 vitórias | 8 derrotas |
| Por nocaute     | 3           | 0          |
| Por finalização | 2           | 2          |
| Por decisão     | 6           | 6          |
| No contest      | 1           | 1          |

| Res.    | Cartel   | Oponente           | Método                            | Evento                                 | Data       | Round | Tempo | Local                        | Notas                                                                              |
| ------- | -------- | ------------------ | --------------------------------- | -------------------------------------- | ---------- | ----- | ----- | ---------------------------- | ---------------------------------------------------------------------------------- |
| Derrota | 11-9 (1) | Tainara Lisboa     | Finalização (mata leão)           | UFC on ABC: Rozenstruik vs. Almeida    | 13/05/2023 | 3     | 4:02  | Charlotte, Carolina do Norte |                                                                                    |
| Derrota | 11-8 (1) | Julija Stoliarenko | Finalização (chave de braço)      | UFC 276: Adesanya vs. Cannonier        | 02/07/2022 | 1     | 0:42  | Las Vegas, Nevada            |                                                                                    |
| Derrota | 11-7 (1) | Stephanie Egger    | Finalização (chave de braço)      | UFC Fight Night: Walker vs. Hill       | 19/02/2022 | 1     | 3:44  | Las Vegas, Nevada            |                                                                                    |
| Vitória | 11-6 (1) | Joselyne Edwards   | Decisão (unânime)                 | UFC Fight Night: Costa vs. Vettori     | 23/10/2021 | 3     | 5:00  | Enterprise, Nevada           |                                                                                    |
| Vitória | 10-6 (1) | Sarah Alpar        | Nocaute Técnico (soco e joelhada) | UFC Fight Night: Covington vs. Woodley | 19/09/2020 | 3     | 4:21  | Las Vegas, Nevada            |                                                                                    |
| Derrota | 9-6 (1)  | Pannie Kianzad     | Decisão (unânime)                 | UFC Fight Night: Zabit vs. Kattar      | 09/11/2019 | 3     | 5:00  | Moscou                       |                                                                                    |
| Derrota | 9-5 (1)  | Jessica Eye        | Decisão (unânime)                 | UFC Fight Night: Cowboy vs. Edwards    | 23/06/2018 | 3     | 5:00  | Kallang                      |                                                                                    |
| Vitória | 9-4 (1)  | Paige VanZant      | Decisão (unânime)                 | UFC Fight Night: Stephens vs. Choi     | 14/01/2018 | 3     | 5:00  | St.Louis, Missouri           |                                                                                    |
| Vitória | 8-4 (1)  | Bec Rawlings       | Decisão (dividida)                | UFC Fight Night: Werdum vs. Tybura     | 19/11/2017 | 3     | 5:00  | Sydney                       | Voltou ao Peso Mosca; Rose-Clark não bateu o peso (128 lbs).                       |
| Vitória | 7-4 (1)  | Carina Damm        | Decisão (dividida)                | Titan FC 45                            | 18/08/2017 | 3     | 5:00  | Pembroke Pines, Flórida      |                                                                                    |
| Derrota | 6-4 (1)  | Sarah Kaufman      | Decisão (unânime)                 | Battlefield Fighting Championships     | 18/03/2017 | 3     | 5:00  | Seoul                        |                                                                                    |
| Derrota | 6-3 (1)  | Pam Sorenson       | Decisão (dividida)                | Invicta FC 20: Evinger vs. Kunitskaya  | 18/11/2016 | 3     | 5:00  | Kansas City, Missouri        |                                                                                    |
| Vitória | 6-2 (1)  | Janay Harding      | Decisão (unânime)                 | Eternal MMA 19                         | 30/07/2016 | 3     | 5:00  | Gold Coast                   | Voltou ao Peso Galo.                                                               |
| NC      | 5-2 (1)  | Emiko Raika        | Sem Resultado                     | TTF Challenge 05                       | 23/09/2015 | 3     | 5:00  | Tokyo                        | Estreia no Peso Mosca; Resultado mudado por Rose-Clark não bater o peso (131 lbs). |
| Derrota | 5-2      | Pannie Kianzad     | Decisão (unânime)                 | Invicta FC 13: Cyborg vs. Van Duin     | 09/07/2015 | 3     | 5:00  | Las Vegas, Nevada            |                                                                                    |
| Vitória | 5-1      | Rhiannon Thompson  | Decisão (unânime)                 | Roshambo MMA 3                         | 26/07/2014 | 5     | 5:00  | Chandler                     | Ganhou o Cinturão Peso Galo Feminino do Roshambo MMA.                              |
| Vitória | 4-1      | Kate Da Silva      | Nocaute Técnico (socos)           | XFC Australia 21                       | 14/06/2014 | 2     | 4:07  | Brisbane                     | Ganhou o Cinturão Peso Galo Feminino do XFC Australia.                             |
| Vitória | 3-1      | Zoie Shreiweis     | Finalização (mata leão)           | Unarmed Combat Unleashed 2             | 08/02/2014 | 1     | 1:33  | Emerald                      |                                                                                    |
| Derrota | 2-1      | Kyra Purcell       | Decisão (unânime)                 | Fightworld Cup 16                      | 16/11/2013 | 3     | 5:00  | Nerang                       | Estreia no Peso Galo; Pelo Cinturão Peso Galo Feminino do FWC.                     |
| Vitória | 2-0      | Arlene Blencowe    | Finalização (mata leão)           | Nitro MMA 9                            | 13/07/2013 | 2     | 3:38  | Logan City                   |                                                                                    |
| Vitória | 1-0      | Mae-Lin Leow       | Nocaute Técnico (socos)           | Brace for War MMA 18                   | 21/12/2012 | 3     | 2:17  | Canberra                     | Estreia no peso-pena.                                                              |